# غرانت والاس

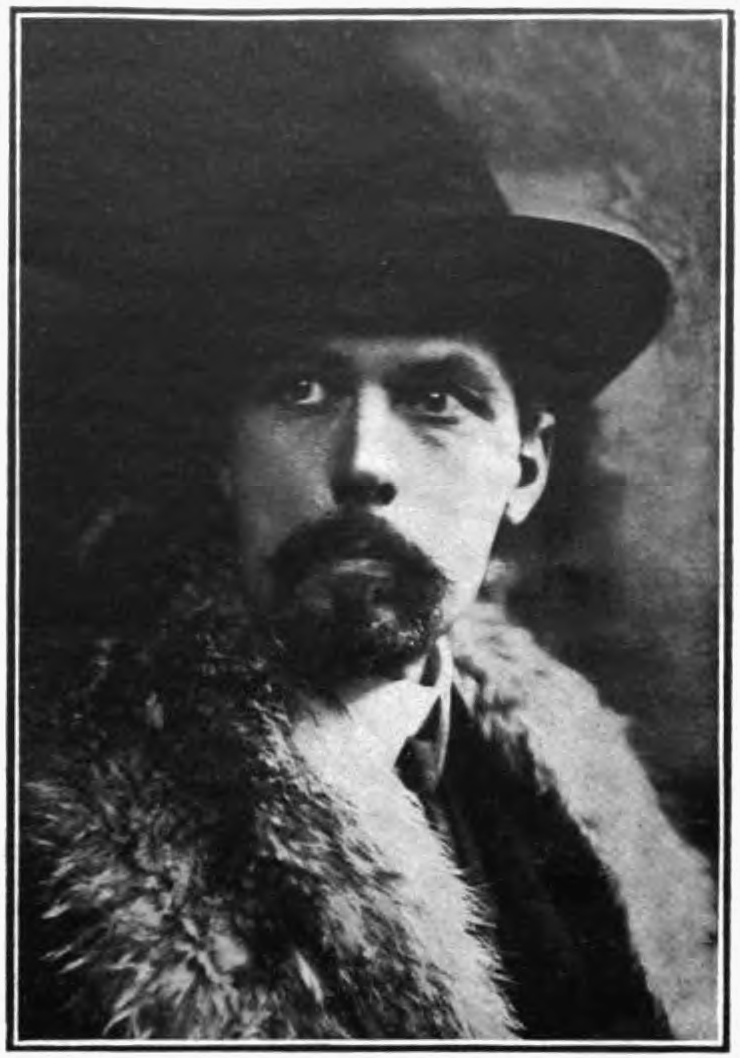
صورة غرانت والاس من الغروب. ج. 15 (1905)

غرانت والاس (بالإنجليزية: Grant Wallace)‏ هو فنان وكاتب سيناريو وصحفي أمريكي، ولد في 1867، وتوفي في 1954.

## وصلات خارجية
- غرانت والاس على موقع IMDb (الإنجليزية)
- غرانت والاس على موقع كينوبويسك (الروسية)